# Erik Liljebäck
Erik Gustaf Nilsson Liljebäck, född 20 september 1891 i Haparanda i Nedertorneå församling i Norrbottens län, död 10 oktober 1963 i Matteus församling i Stockholm, var en svensk språkvetare.
Erik Liljebäck var son till apotekaren Erik August Nilsson och Hildur Liljebäck. Efter studentexamen i Umeå 1911 blev han filosofie magister vid Uppsala universitet 1915, filosofie licentiat vid Lunds universitet 1919 och filosofie doktor där 1923. Han var 1923–1925 docent i tyska vid Lunds universitet och blev 1925 vid Nya elementarskolan i Stockholm. Från 1932 var han lektor i tyska och engelska vid Högre allmänna läroverket för flickor å Norrmalm och från 1935 lärare i tyska vid Krigsskolan. Liljebäck företog studieresor till Tyskland, England, Schweiz och Italien. Han utgav Die Loccumer Historienbibel (1923) och andra vetenskapliga skrifter särskilt rörande medellågtyskan.